# Pierre Menault
Pierre Menault (né en 1642 à Beaune, mort le 19 octobre 1694 à Dijon ) est un compositeur et maître de chapelle français. 

## Biographie
Pierre Menault est né dans une famille modeste de vignerons. Il a eu la chance d'être admis à la maîtrise de la collégiale Notre-Dame de Beaune à l'âge de huit ans. Là, il a reçu des leçons de musique des deux maîtres de chapelle Jacques Huyn (1613-1652) et Guillaume Truffot.  
Les excellentes capacités musicales de Pierre Menault se sont rapidement révélées et il a reçu une éducation par les meilleurs professeurs. C'est l'organiste Claude Chanet, entre autres, qui lui a appris à jouer de l'orgue, du « manichordion » (ancien nom français du clavicorde ) et du clavecin. Menault quitte l'école en 1660. Au cours des dix années suivantes, il est ordonné prêtre et on sait qu'il était maître de chapelle et chanoine à la cathédrale de Châlons. Ce n'est qu'en 1671 qu'il travaille à nouveau dans sa ville natale. Après un second séjour à Châlons de 1676 à 1687, il devient maître de chapelle à Saint-Étienne à Dijon, où la vie musicale à la fin du 17e siècle était très active. En 1683, il participe au concours de Versailles mais sans succès. Lorsque Menault a pris ses fonctions, Jean Rameau, père de Jean-Philippe Rameau, y était organiste. Il est probable que le jeune Rameau ait bénéficié de l'enseignement de Menault. 
Parmi les musiciens que Menault a formés à Dijon, Joseph Michel (1679-1736) est l'un des plus importants.

## Œuvre
Les œuvres suivantes imprimées entre 1676 et 1693 font partie des œuvres conservées jusqu'à nos jours : 
- Missa "O felix parens", 1676
- Missa "Tu es spes mea", 1686
- Missa "Ave senior Stephane", 1687
- Missa "Ferte rosas", 1691
- Missa "Date lilia", 1692
- Vespres à deux chœurs avec symphonies, 1693, dédiées au père La Chaize